# 西秋留村
西秋留村（にしあきるむら）は東京都の西部、西多摩郡に属していた村。

## 地理
現在のあきる野市の中部、旧秋川市の西部に位置する。
- 河川：秋川

## 歴史
村名は、かつて存在した秋留郷の西部に位置したため西秋留村となった。

### 沿革
- 1889年（明治22年）4月1日 町村制施行により、神奈川県西多摩郡引田村、淵上村、上代継村、下代継村、牛沼村、油平村が合併し西多摩郡西秋留村が成立する。
- 1893年（明治26年）4月1日 西多摩郡が南多摩郡、北多摩郡とともに東京府へ編入する。
- 1943年（昭和18年）7月1日 東京都制施行。
- 1955年（昭和30年）4月1日 - 西秋留村は東秋留村、多西村とともに合併し秋多町が発足。西秋留村は消滅。

変遷表
| 1868年 以前 | 1868年 以前 | 明治22年 4月1日 | 昭和30年 4月1日 | 昭和47年 5月5日   | 平成7年 9月1日 | 現在       |
| ----------- | ----------- | --------------- | --------------- | ----------------- | -------------- | ---------- |
|             | 引田村      | 西秋留村        | 秋多町          | 秋川市に 市制改称 | あきる野市     | あきる野市 |
|             | 淵上村      | 西秋留村        | 秋多町          | 秋川市に 市制改称 | あきる野市     | あきる野市 |
|             | 上代継村    | 西秋留村        | 秋多町          | 秋川市に 市制改称 | あきる野市     | あきる野市 |
|             | 下代継村    | 西秋留村        | 秋多町          | 秋川市に 市制改称 | あきる野市     | あきる野市 |
|             | 油平村      | 西秋留村        | 秋多町          | 秋川市に 市制改称 | あきる野市     | あきる野市 |
|             | 牛沼村      | 西秋留村        | 秋多町          | 秋川市に 市制改称 | あきる野市     | あきる野市 |

## 経済
農業
『大日本篤農家名鑑』によれば西秋留村の篤農家は、「坂本雄竹、馬場五作」などである。

## 大字
- 引田 (あきる野市)（ひきだ）
- 渕上（ふちがみ）
- 上代継（かみよつぎ）
- 下代継（しもよつぎ）
- 油平（あぶらだい）
- 牛沼 (あきる野市)（うしぬま）

## 交通

### 鉄道
- 日本国有鉄道（現東日本旅客鉄道）
  - ■五日市線
    - 西秋留駅（現秋川駅） - 武蔵引田駅

## 出身・ゆかりのある人物
- 中村高一（弁護士、政治家・衆議院議員） - 第41代衆議院副議長。